# Albuen
Albuen är en halvö i Danmark.   Den ligger i Lollands kommun iRegion Själland, i den södra delen av landet, 140 km sydväst om Köpenhamn. Albuen var bebodd till på 1960-talet.
Albuen är en bågformad halvö som omfamnar havsviken Albue Havn. Den är den yttersta delen av en fem km lång, upp till 200 m bred, landtunga, Dragene. I början på 1900-talet var Albuen en ö. Den sträcker sig ut i Langelands Bält och på insidan ligger Nakskov Fjord.

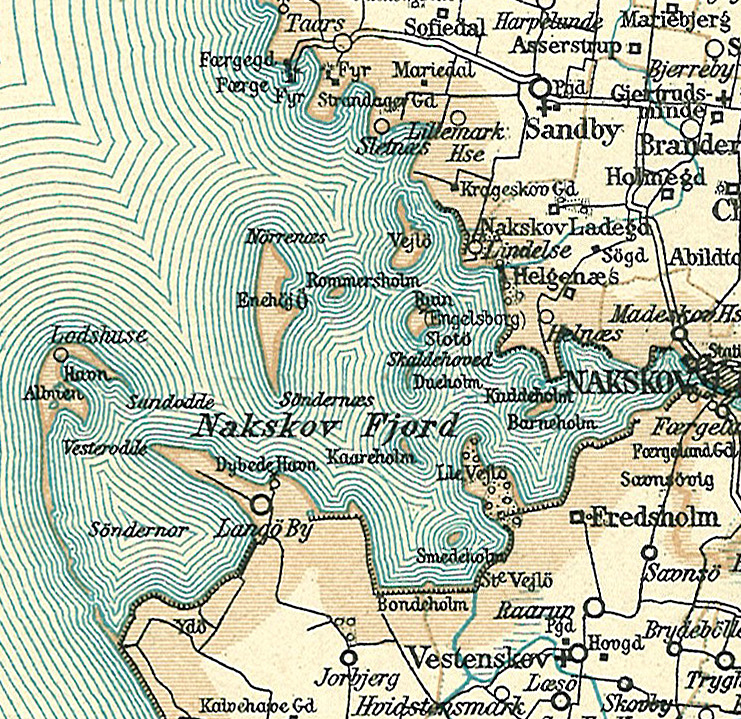
Albuen som ö på en gammal karta.